# Rosarum Monographia
Rosarum Monographia (abreviado Ros. Monogr.) es un libro con ilustraciones y descripciones botánicas que fue escrito por el paleontólogo, naturalista y botánico británico John Lindley y publicado en Londres en el año 1820, con el nombre de Rosarum Monographia; or, a Botanical History of Roses. To which is Added, an Appendix, for the Use of Cultivators, in which the Most Remarkable Garden Varieties are Systematically Arranged. With Nineteen Plates. 
Una nueva edición se publicó en el año 1830.